# Louis Eugène Dupont
Louis Eugène Dupont, né le 22 août 1839 à Troinex et décédé le 12 décembre 1901 à Genève, est un ingénieur, homme politique et diplomate suisse.

## Biographie

### Origines et famille
Louis Eugène Dupont naît le 22 août 1839 à Troinex, dans le canton de Genève. Il est originaire de Genève. 
Il est le fils de Joseph Pierre Dupont, instituteur, et de Louise née Godet. Il se marie à deux reprises, la première avec Reine Antoinette Félix, la seconde avec Marie Nicolaievna Dokhtouroff.

### Études
Il étudie l'ingénierie à l'École polytechnique de Zurich. Il y est membre du corps de Rhenania (de), dans lequel il est accepté le 31 octobre 1857.

### Parcours professionnel et politique
Après avoir terminé ses études, il travaille comme ingénieur en construction de tramways à Genève. Il construit le premier tramway entre Genève et Chêne-Bourg. En 1866, il est élu au Grand Conseil du canton de Genève, où il siège pendant deux ans. 
En 1873, il se rend en Russie, où il construit plusieurs lignes de tramway à Riga et à Saint-Pétersbourg,. En 1875, il succède à Jakob François Louis Philippin comme consul général de Suisse et chef de mission à Saint-Pétersbourg. En 1900, Konrad Schinz (de) lui succède.

### Mort
Il retourne à Genève, où il décède l'année suivante, le 12 décembre 1901.